# 이도경 (1994년)
이도경(1994년 3월 22일 ~ )은 대한민국의 배우다.

## 방송
- 편의점 고인물 (2022)
- PROJECT 7 (2024)

## 영화
- 시선 (2022)

## 공연
- 조각 (2021) - 희태 역
- 아모르파티 (2023) - 김우주 역
- 내일은 내일에게 (2024) - 유겸 역

## 뮤직비디오
- 홍진영 <봄> (2024)